# زيتونة القديس أوغسطين

زيتونة القديس سنة 2008

زيتونة القديس أوغسطين(بالفرنسية: L'olivier de Saint-Augustin)‏، تقع في وسط مدينة سوق أهراس بجانب زاوية سيدي مسعود حيث أكتشفتها أولى البعثات الفرنسية الاستكشافية إلى المنطقة سنة 1843، وتقول الروايات بأن القديس أوغسطين (354-430) كان يتعبّد ويدرس تحتها.

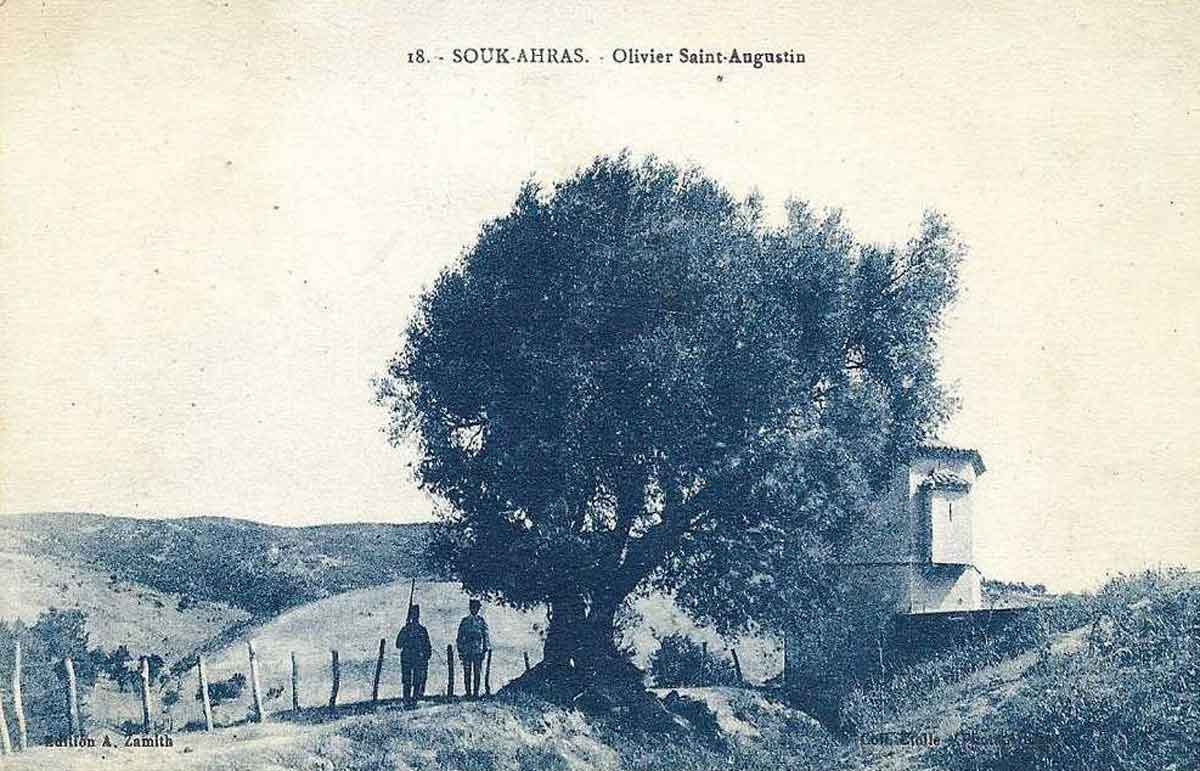
صورة قديمة لزيتونة أوغسطينوس

## ترميم الموقع

متحف الزيتونة بعد ترميم مدخلها

هذه الشجرة كانت العام 2005 محل عملية إعادة تأهيل واسعة بالتنسيق مع بلدية أوستي بإيطاليا أين دفنت والدة القديس أوغسطين، القديسة مونيكا، شملت تهيئة محيطها وإنجاز متحف صغير يضم ألواحا للقديس وعائلته ورفاقه جسدها بتقنية معمارية جذابة فريق من المختصين في المجال، حيث تعتبر منطقة سياحية هامة ويحج لها المئات من السياح كل سنة من جميع أنحاء العالم.

## قالوا عن طاغاست
- نصيرة بن صديق، طاغاست، سوق أهراس، جزء من القديس أوغسطين.